# Taufbecken St-André (Boissy-l’Aillerie)

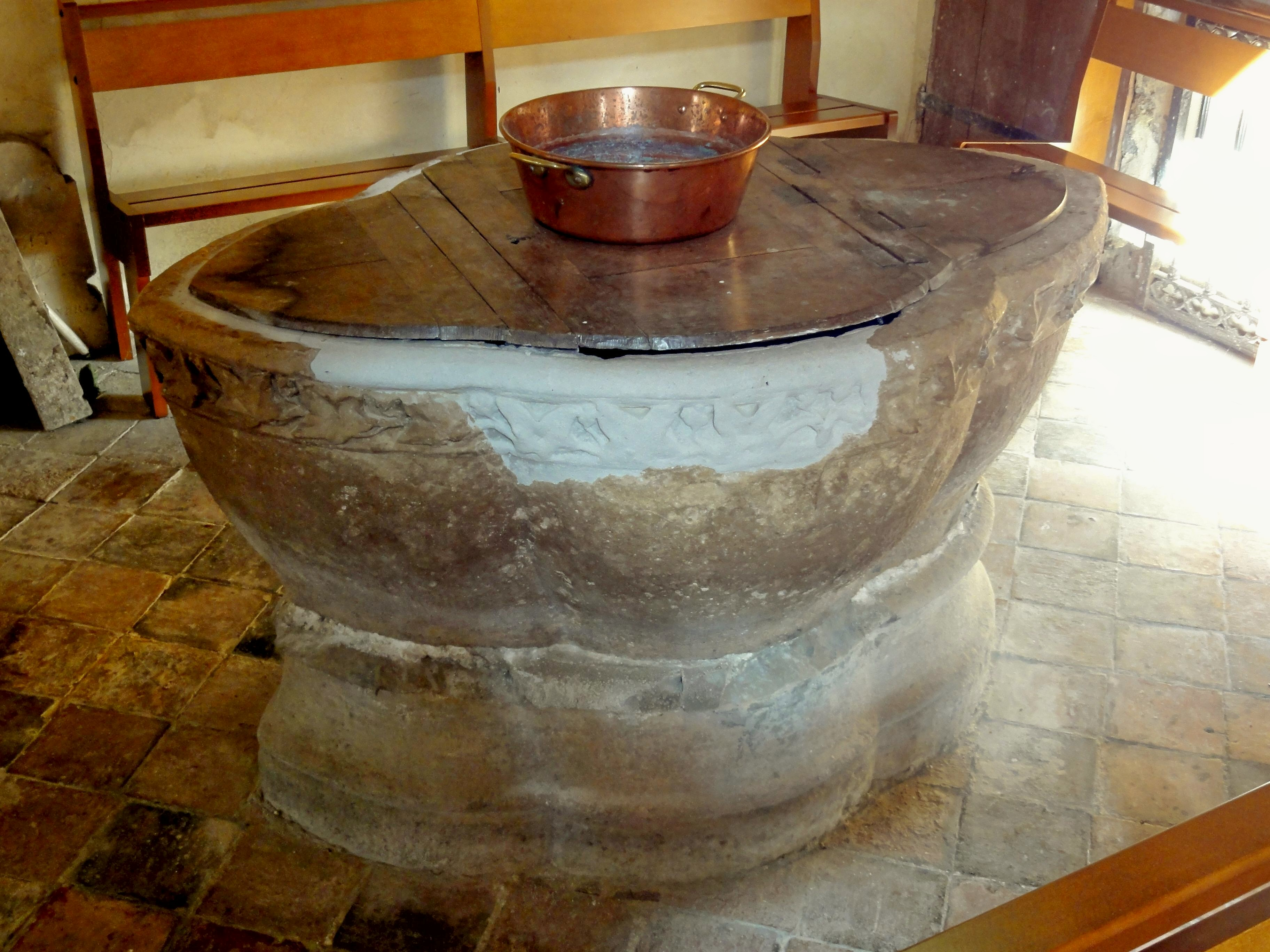
Taufbecken in Boissy-l’Aillerie

Das Taufbecken in der katholischen Kirche St-André in Boissy-l’Aillerie, einer französischen Gemeinde im Département Val-d’Oise in der Region Île-de-France, wurde im 15. Jahrhundert geschaffen. Im Jahr 1909 wurde das gotische Taufbecken als Monument historique in die Liste der geschützten Objekte (Base Palissy) in Frankreich aufgenommen.
Das 1,47 Meter hohe Taufbecken aus Stein besitzt einen umlaufenden Fries mit Efeumotiv. Die am Rand ausgebesserten Stellen fehlten wegen der entfernten Befestigung einer ehemaligen Abdeckung.   